# Русское студенческое христианское движение

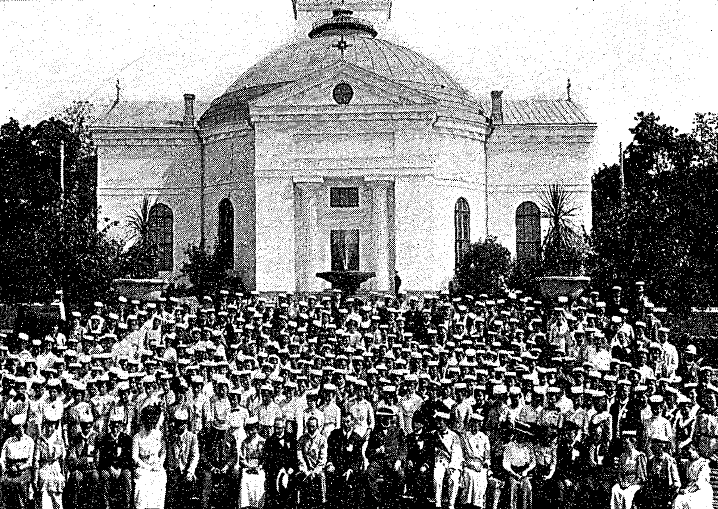
Конференция Русского студенческого христианского движения в финском городе Тавастегус (совр. Хямеэнлинна) в 1913 году

Ру́сское студе́нческое христиа́нское движе́ние (аббрев. РСХД) — объединение (c 1899 года) христианской молодёжи в Российской империи, а впоследствии в эмиграции, имевшее преимущественно религиозно-просветительский характер и ставившее своей целью привлечение верующей молодёжи, выработку у неё целостного христианского мировоззрения, а также подготовку проповедников в условиях распространившихся материализма и атеизма. Эмигрантская ветвь основана в 1923 году путём объединения уже существовавших христианских студенческих организаций в различных европейских городах как преемственная дореволюционному движению, но конфессионально-православная.

## История

### РСХД до революции

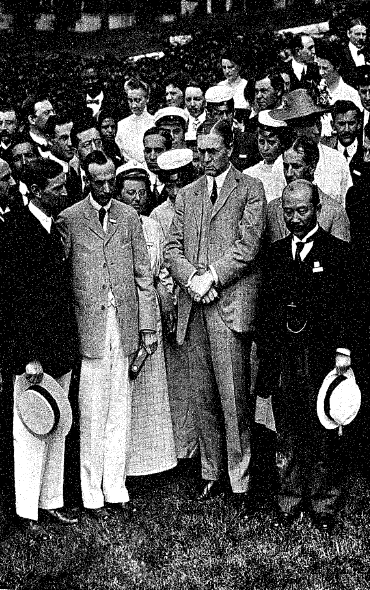
Павел Николаи и Джон Мотт (генеральный секретарь Всемирного христианского союза студентов) на конференции ВХСС на озере Мохонк в США, 1913

РСХД зародилось в Российской империи в 1899 году, когда генеральный секретарь Всемирного христианского союза студентов (ВХСС) Джон Мотт прибыл в Финляндию, входившую в то время в состав Российской империи, для организации отделения союза и с этой целью встретился с П. Н. Николаи. А. В. Карташов писал о Мотте как о человеке с мировым горизонтом и старом друге русских епископов-миссионеров (будущих патриархов московских) Тихона в Северной Америке и Сергия в Японии. Впоследствии Джон Мотт, будучи генеральным секретарём Всемирной христианской студенческой федерации (ВХСФ) и президентом Ассоциации молодых христиан (YMCA), очень много сделал для русских за рубежом, в частности, финансировал РФА[что?] и способствовал устройству Свято-Сергиевского богословского института, а также созданию издательства ИМКА-Пресс.
Лекции Дж. Мотта российским студентам имели большой успех, библейские кружки возникли в ряде городов. В первые годы они охватывали только протестантов, преимущественно лютеран, с 1902 года появились православные участники. В 1905 году в Санкт-Петербурге было создано общество «Маяк» — русское отделение YMCA. После издания Указа об укреплении начал веротерпимости, сделавшего возможным «низовое» межконфессиональное сотрудничество, П. Николаи по инициативе Дж. Мотта сблизился с православными кружками С. Н. Булгакова, М. А. Новосёлова. Объединению, однако, препятствовали взаимные предубеждения, окончательно обострившиеся с началом Первой мировой войны. В 1913 году Движение, объединявшее к тому времени 500 членов, было принято во Всемирную христианскую студенческую федерацию. Президентом РСХД стал В. Ф. Марцинковский, среди его членов были Л. Н. Липеровский, Александр Никитин, Л. А. Зандер, Ф. Пьянов.
После прихода к власти большевиков многие участники Движения подверглись преследованиям. Движение в РСФСР было уничтожено. Оказавшись в изгнании, представители интеллектуальной элиты, до революции связанные с РСХД, стали возрождать его вместе с русской молодёжью.

### Русская эмиграция
После октябрьской революции в Российской империи и начавшейся вслед за ней гражданской войны за границей оказалось около 3 миллионов русских. В силу этого практически во всех европейских столицах существовали разрозненные русские христианские объединения, во главе которых стояли представители эмигрировавшей русской интеллигенции. Так, в Париже лидером христианской молодёжи был А. Калашников, в Берлине собирались вокруг С. Л. Франка и И. А. Ильина. В Белграде в деятельности такого кружка участвовали К. Э. Керн, Н. М. Зёрнов, Н. Н. Афанасьев, В. В. Зеньковский, С. С. Безобразов, Н. М. Терещенко. В Праге кружок был организован деятелями дореволюционного студенческого движения в России Л. Н. Липеровским, А. И. Никитиным, М. Л. Бреге и, как большинство кружков того периода, носил интерконфессиональный характер. Уже в 1921 году на съезде Всемирной христианской студенческой федерации (ВХСФ) в Пекине русские студенческие организации оформились как отдельная ветвь.

### Издание журнала
После переезда в Прагу С. Н. Булгакова в мае 1923 года там начал выходить журнал «Духовный мир студенчества» с подзаголовком «Вестник Русского христианского студенческого движения в Европе». В предисловии к первому номеру целью журнала было указано: «освещать действительную картину жизни студенчества и служить братскому единению и пробуждению духовных интересов, делиться своим духовным опытом и этим оказывать друг другу взаимную поддержку».
Первый номер журнала содержал информацию о деятельности христианских студенческих кружков в Чехословакии, Венгрии, Франции, Югославии, Германии. Со второго номера в журнале публиковались авторские статьи профессоров В. В. Зеньковского, С. С. Безобразова, В. Ф. Марцинковского, а также отрывки из святоотеческой литературы. В третьем и четвёртом номерах журнала увидели свет «Протоколы семинария протоиерея С. Н. Булгакова „Новозаветное учение о Царстве Божием“».

### Возрождение и «конфессионализация» движения
С 1 по 8 октября 1923 года при содействии и финансовой поддержке YMCA и Всемирной христианской студенческой федерации (ВХСФ) в Пршерове (Чехословакия) прошёл учредительный съезд представителей большинства русских молодёжных христианских организаций Европы, на котором было положено начало движению и заявлено о его православной ориентации. В работе первого съезда РСХД активное участие принимали видные религиозные деятели русского зарубежья, такие как: С. Н. Булгаков, А. В. Карташёв, В. Ф. Марцинковский, Н. Н. Афанасьев и другие.
Русское студенческое христианское движение (РСХД), провозглашая себя стоящим вне политики и допуская в свои ряды людей самых различных политических взглядов и убеждений (от сторонников монархии до последователей социализма), тем не менее отказалось от дореволюционного принципа интерконфессиональности и избрало церковно-православный характер, при том что официально не подчинялось никакой церковной власти и не подпадало ни под какую юрисдикцию. Центральной идеей на протяжении всего съезда была идея оцерковления культуры и жизни, а основной организационной формой должно было стать православное братство. Впоследствии однако, кроме братства преподобного Серафима Саровского в Белграде, эта форма достаточного распространения так и не получила. По признанию В. В. Зеньковского, избранного на Пршеровском съезде председателем РСХД, по состоянию на осень 1923 года лишь его белградский кружок стоял на твёрдо православных позициях, остальные регионы либо находились под влиянием ВХСФ или YMCA с их интерконфессиональным принципом, лишь подвергаясь в той или иной мере православному воздействию (Париж, Берлин, София, Прибалтика), либо там сосуществовали отдельно православные и традиционно интерконфессиональные кружки (Прага). В. Ф. Марцинковский и Л. Н. Липеровский, отстаивавшие, в качестве официальных представителей ВХСФ, традиционную интерконфессиональность РСХД, после съезда были постепенно отстранены от организационной работы. В дальнейшем сотрудничество Марцинковского с этим движением стало эпизодическим, на уровне частных контактов с отдельными представителями (например, Н. М. Зёрновым), тогда как Липеровский уже в следующем году сблизился с православным крылом.
Съезд получил официальное благословение православной иерархии, на нём присутствовали глава Православной церкви в Чехии архиепископ Савватий (Врабец), русский епископ в Праге владыка Сергий (Королёв), а также епископ Вениамин (Федченков), бывший тогда викарием архиепископа Савватия в Подкарпатской Руси.

### РСХД до Второй мировой войны
В 1925 году прошёл второй съезд в Аржероне (Франция), главным событием на котором стала дискуссия вокруг докладов Н. А. Бердяева и епископа Вениамина (Федченкова), давших полярно противоположное видение христианского призвания в современном мире. Если Бердяев понимал христианство как деятельную религию преображения мира, то епископ Вениамин усматривал в подобном подходе утопическое стремление русской интеллигенции спасти мир внешними средствами и предлагал ставить на первое место аскетический путь личного спасения. По решению съезда в Аржероне осенью 1925 года в Париже был открыт Свято-Сергиевский богословский институт, ставший одним из духовных центров всей русской эмиграции. С целью сплочения русской христианской молодёжи Европы был учреждён ежемесячный журнал «Вестник русского христианского движения». Журнал стал связующим звеном Русского студенческого христианского движения, площадкой, где разрабатывалась его идеология, публиковалась информация о Движении и религиозно-философские труды лидеров, уделялось пристальное внимание положению Православной Церкви в Советской России.
В том же году в Сербии, в монастыре Ново-Хопово, была созвана общая конференция РСХД. Главными обсуждаемыми проблемами на ней стали: взаимодействие с не православными христианами и взаимоотношение с иерархией церкви.
В июне 1926 года Собор русских епископов в изгнании в Сремски-Карловци (Сербия) объявил протестантские организации, участвующие в РСХД, масонскими и враждебными православию и потребовал от христианских студенческих организаций разорвать с ними всякую связь, что однако противоречило основным принципам христианского молодёжного движения. В этой ситуации поддержку РСХД оказал митрополит Евлогий — единственный канонически назначенный митрополит РПЦ в Европе, который к тому же стоял у истоков этого движения. Раскол между митрополитом Евлогием и епископами Архиерейского синода в Сремски-Карловцах, к тому времени уже вышедшими из подчинения Московской Патриархии, существенно изменил характер РСХД, заставив его отмежеваться от консервативно-монархического крыла церкви.
1926—1927 годы были периодом расцвета в жизни Движения с бурным ростом количества кружков, которые действовали теперь почти во всех странах Европы. На высокий уровень была поставлена работа среди детей и юношества, активно велась педагогическая деятельность.
Тема взаимоотношения, а по сути подчинения РСХД церковной иерархией была главной на протяжении 1926—1927 годов и поднималась как на третьем съезде в Клермоне (Франция), так и на четвёртом съезде в Шато Бьервиль под Парижем. По этому вопросу движение раскололось по сути на два крыла. Так как единодушия достичь не удалось, то было принято компромиссное решение — по возможности следовать в своей деятельности указаниям иерархов церкви.
После Декларации митрополита Сергия и последовавшего за этим решения Архиерейского собора РПЦЗ о прекращении отношений с Московской Патриархией из РСХД вышло Белградское братство, которое выступало за самое тесное взаимодействие с иерархией церкви.
На пятом съезде был принят новый устав РСХД. Живо обсуждалась ситуация с Белградским братством и дальнейшие действия на пути выхода из кризисной ситуации.
В 1934 году начальник молодёжной ветви РСХД — «Витязей» — Н. Ф. Фёдоров вышел из РСХД и создал независимую молодёжную «Национальную организацию витязей» (НОВ).